# Aulacoserica haafi
Aulacoserica haafi är en skalbaggsart som beskrevs av Frey 1968. Aulacoserica haafi ingår i släktet Aulacoserica och familjen Melolonthidae. Inga underarter finns listade.